# Épreuves d'imprimerie corrigées des Fleurs du Mal
Les épreuves d'imprimerie corrigées des Fleurs du Mal par la main du poète Charles Baudelaire sont « la dernière version imprimée d'un texte avant publication, c'est à ce moment-là qu'un auteur effectue ses ultimes modifications et corrections ». Avec un placard, et les correspondances de Baudelaire, elles sont les seules traces qui restent de la genèse de ce célèbre recueil de poésie française.
Ce recueil d'épreuves rassemble 160 folios, paginés jusqu'à 252, reliés en un volume de format gr. in-12. Imprimées par son éditeur Auguste Poulet-Malassis, elles sont truffées de ratures et parsemées d'observations manuscrites témoignant la création poétique de Baudelaire dans la correction et la révision typographique des textes.
Préemptées en 1998 lors d'une vente aux enchères pour 3 millions de francs, elles sont conservées en un volume à la réserve des livres rares de la Bibliothèque nationale de France.

## Importance
Le manuscrit des Fleurs du Mal ayant disparu ainsi que la quasi-totalité des placards (voir un placard annoté), ces épreuves mises en pages sont le seul document permettant de restituer dans sa continuité l'aventure du livre, depuis la suppression de la première dédicace, présentée le 8 mars 1857 à Théophile Gautier, jusqu'aux dernières reprises de vers, après la mi-mai.
Ces pages témoignent d'incessants remaniements de son texte en vue d'une forme de perfection esthétique. L'exigence créative de Baudelaire s'y exprime dans toute son acribie. Ses interventions vont de la modification d'un mot ou de celle d'un vers aux questions relatives à la graphie et à l’organisation des espaces. Lui-même écrit à sa mère en juillet 1857 que ce livre est « fait avec fureur et patience ». Baudelaire avait choisi pour éditeur Auguste Poulet-Malassis parce qu'ils partageaient tous deux l'idée « qu'en toute espèce de production, il n'y avait d'admissible que la perfection », comme il se plut à le lui rappeler dans une lettre. Il discute avec son éditeur à plusieurs reprises la méthode de la typographie et de la mise en page de ses poèmes.
Ainsi, comme l'écrit le critique littéraire Jean-Pierre Giusto, « la composition du recueil est ainsi à l’image d’un drame spirituel et de la solution esthétique que lui donne le poète : elle est au plus près d’un vécu et de son frémissement ».
C'est pourquoi Baudelaire considère avoir produit une œuvre plus proche d'un journal intime que d'un simple recueil de poèmes, dans lequel il a mis, dit-il, tout son cœur, toute sa tendresse, toute sa religion (travestie), toute sa haine, une œuvre à la « beauté sinistre et froide », qui « fera son chemin dans la mémoire du public lettré, à côté des meilleures poésies de V. Hugo, de Th. Gautier et même de Byron », comme il l'écrit à sa mère en juillet 1857.

## Annotations

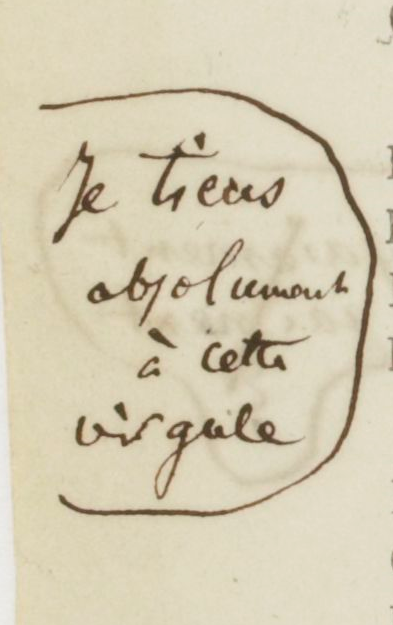
Note de Charles Baudelaire dans les épreuves d'imprimerie de l'ouvrage Les Fleurs du Mal.

Circulant de chez l'éditeur d'Alençon à Paris et retournées, ces feuilles (désormais reliées) attestent l'extrême attention portée par l'auteur à l'orthographe, modérément traditionnelle, à la ponctuation pour noter le sens mais aussi la déclamation, ainsi qu'à la mise en page. Elles servirent également de support aux questions d'Auguste Poulet-Malassis, à ses objurgations, rageusement barrées par Baudelaire, à retourner sans tarder les placards corrigés. Enfin, par les notes et les recommandations du poète, elles manifestent une tension dans les derniers instants avant impression.
Sa préoccupation dépasse largement son rôle d'auteur et s'approprie les prérogatives de l'éditeur ou de l'imprimeur, comme le soulèvent Claude Pichois et Jacques Dupont : « Il ne s'agit pas seulement d'un travail qui relève du créateur : modification d'un mot ou d'un vers, correction de fautes d’impression (qu'on appelle familièrement « coquilles »), questions d'orthographe, lettres cassées ou mal venues, mais aussi de détails techniques qui sont du domaine du correcteur professionnel et auxquels la plupart des écrivains sont insensibles ». Par exemple, il écrit à son éditeur : « Vos guillemets singulièrement retournés, est-il nécessaire d'en mettre tout du long ? » ou bien : « Votre titre courant n'est-il pas trop près du premier vers ? ». Il apparaît fétichiste sur la perfection de la page de garde.
L'orthographe est régulièrement soulevée, par exemple dans la marge du poème « Bénédiction », un des premiers poèmes du recueil, Baudelaire s'interroge ainsi sur le mot « blasphême » tel qu'il est imprimé sur l'épreuve à corriger : « Blasphême ou blasphème ? gare aux orthographes modernes ! ».
Elles témoignent d'une première version de sa dédicace à Théophile Gautier où il mentionne La Comédie de la Mort (1838) et España (1845). Ainsi, on peut rapprocher « Adieux à la poésie » de La Comédie de la Mort de l'« Albatros » des Fleurs du Mal. Ou encore « L'Horloge » d'España avec « L'Horloge » des Fleurs du Mal.
Il existe une iconographie baudelairienne présente dans ces épreuves. Baudelaire a dessiné dans les marges du manuscrit pour Les Sept Vieillards, un navire tourmenté par la tempête tout en bas de cette dernière strophe. Pour les éditions ultérieures, Baudelaire émis le projet d'un frontispice gravé (l’image de l’arbre de la science du bien et du mal avec un squelette en guise de tronc).

## Manuscrits
Dès février 1857, Baudelaire avait exigé « une épreuve-placard et une épreuve mise en pages ».
Ces épreuves sont mises en pages et corrigées, parfois en deux ou trois jeux, et portent « bon à tirer ».
Avant de donner son « bon à tirer » définitif, Baudelaire retravaille son recueil. Il remanie plusieurs fois l’architecture générale, car ses poèmes ne suivent pas l’ordre chronologique de leur écriture. À sa mère, il confie le 9 juillet avoir renoncé à publier l’intégralité des pièces : « Epouvanté moi-même de l’horreur que j’allais inspirer, j’en ai retranché un tiers aux épreuves. » Mais suite au retranchement de 6 de ses poèmes par son procès, à l'occasion d'une seconde édition, il adresse à Alfred de Vigny sa réflexion sur l'ordonnancement de ce recueil : « Voici Les Fleurs, le dernier exemplaire sur bon papier. La vérité est qu’il vous était destiné depuis très longtemps. Tous les anciens poèmes sont remaniés. Tous les nouveaux, je les marque au crayon à la table des matières. Le seul éloge que je sollicite pour ce livre est qu’on reconnaisse qu’il n’est pas un pur album et qu’il a un commencement et une fin. Tous les poèmes nouveaux ont été faits pour être adaptés à un cadre singulier que j’avais choisi ». En effet, de 1861 à 1868, il enrichit son ouvrage de nouveaux poèmes dans ses versions successives.
Il rectifie, se reprend, rature, sollicite l'avis de son éditeur jusqu'à l'épuisement. Celui-ci finit d'ailleurs par se convaincre que le recueil ne paraîtra jamais, tant Baudelaire peine à terminer ses corrections.
D'abord conservé par Auguste Poulet-Malassis qui le fit relier en maroquin rouge d’Armand, il fut acquis en 1878 lors d’une vente de bibliophilie par un particulier, puis plusieurs bibliothèques privées. Le document a été préempté par la Bibliothèque nationale de France en juin 1998 lors d’une vente aux enchères chez Drouot.
Elles s'inscrivent dans les étapes de rédaction, étant celle définitive avant publications. Charles Baudelaire avait commencé à rédiger ses poèmes en 1841 selon plusieurs sources, la sauvegarde des documents sur lesquels il travaillait n'a pas été faite, ses déménagements successifs pendant une trentaine d'années n'y ayant certainement pas aidé. Ainsi, pendant plus de quinze ans, le poète remanie ce recueil.

## Édition des épreuves corrigées
Les épreuves corrigées ont été éditées en par les Éditions des Saints Pères en deux tirages : tirage bleu nuit, numéroté ; tirage, relié champagne, non numéroté tiré à 1000 exemplaires.
Cette édition s'accompagne de 13 dessins d'Auguste Rodin d'une édition des Fleurs du Mal en 1887, ainsi qu'une strophe inédite des Fleurs du Mal ajoutées au poème « Les Bijoux » redécouverte en 2019.

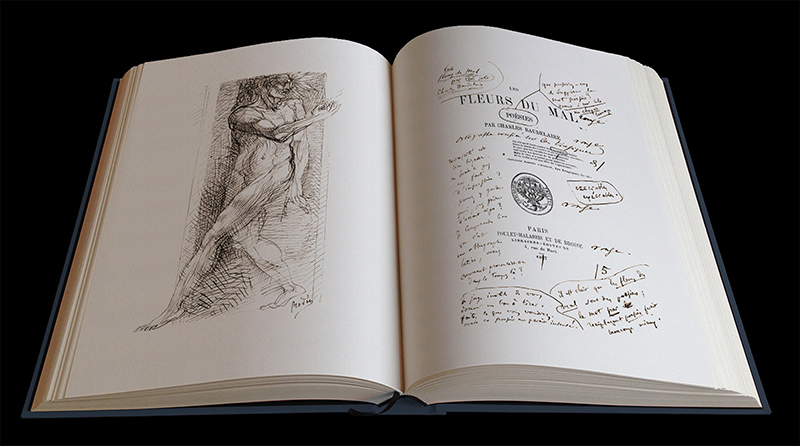
Épreuves corrigées, Les Fleurs du Mal

## Autres ajouts de Baudelaire
Baudelaire poussera la minutie jusqu'à corriger les dernières coquilles restées dans les exemplaires du recueil publié en juin 1857 qu’il distribuera à ses amis et connaissances. Il ajoute même une dernière strophe aux « Bijoux », dans le volume offert au critique littéraire Gaston de Saint-Valry. Ce quatrain inédit avait été signalé par Yves-Gérard Le Dantec. Il a été redécouvert et vendu aux enchères le 22 novembre 2019 chez Drouot, à Paris.
Et je fus plein alors de cette Vérité :
Que le meilleur trésor que Dieu garde au Génie
Est de connaître à fond la terrestre Beauté
Pour en faire jaillir le Rythme et l’harmonie.
Ces annotations manuscrites étant datables jusqu'aux environs de mai 1857, elles ne contiennent pas l'ébauche d'un épilogue pour la deuxième édition où Baudelaire adresse à la Ville de Paris le célèbre vers : « Tu m'as donné ta boue et j'en ai fait de l'or. »
Quant à la deuxième édition en février 1861, ses épreuves d'imprimerie n'ont pas survécu.

### Sources
- Charles Baudelaire, « Les Fleurs du Mal, Épreuves mises en pages et corrigées, parfois en deux ou trois jeux, et portant bon à tirer », Alençon, imprimerie de Poulet-Malassis et De Broise, mars-mai 1857 [160] f. in-12, paginés jusqu'à 252. Relié en maroquin noir doublé, par Marius-Michel. Conservation : Bibliothèque nationale de France, Réserve des livres rares, Rés. p. Ye. 3006. (En ligne sur Gallica)
- Les Fleurs du Mal, Épreuves corrigées de Charles Baudelaire, Cambremer, Éditions des Saints Pères, 2015, 376 p.  (ISBN 9782954268774) Présentation de l'édition en fac-similé des épreuves corrigées, Grand Journal par Augustin Trapenard
- Charles Baudelaire, Correspondance, texte établi, présenté et annoté par Claude Pichois, Gallimard, « Bibliothèque de la Pléiade », t. I-II, 1973.
- Édition électronique de la correspondance de Baudelaire